# Großsteingrab Blakke Mølle
Das Großsteingrab Blakke Mølle war eine megalithische Grabanlage der jungsteinzeitlichen Nordgruppe der Trichterbecherkultur im Kirchspiel Ferslev in der dänischen Kommune Frederikssund. Seine Reste wurden 1986 entdeckt und 1988 archäologisch untersucht.

## Lage
Das Grab lag südlich von Venslev auf einem Feld. In der näheren Umgebung gibt bzw. gab es zahlreiche weitere megalithische Grabanlagen. Nur 27 m nördlich befindet sich das erhaltene Großsteingrab Ladager Dys.

## Forschungsgeschichte
Die Fundstelle wurde 1986 vom Dänischen Nationalmuseum registriert. Mitarbeiter des Museums in Gilleleje führten 1988 eine Ausgrabung durch.

## Beschreibung

### Architektur
Die Anlage besaß eine ost-westlich orientierte rechteckige Hügelschüttung mit einer Länge von etwa 20 m und einer Breite von etwa 8 m. Eine Grabkammer konnte nicht mehr festgestellt werden, es wurden aber noch Rollsteine und Steinplatten aus dem Zwickelmauerwerk gefunden.
An der südlichen Langseite des Hügels wurden zwei Erdgräber gefunden.

### Funde
Im Hügel wurden Feuerstein-Artefakte und zwei Keramikscherben gefunden, in den Erdgräbern Reste von Skeletten. Keiner der Funde konnte genauer datiert werden.